# 朋 (货币单位)

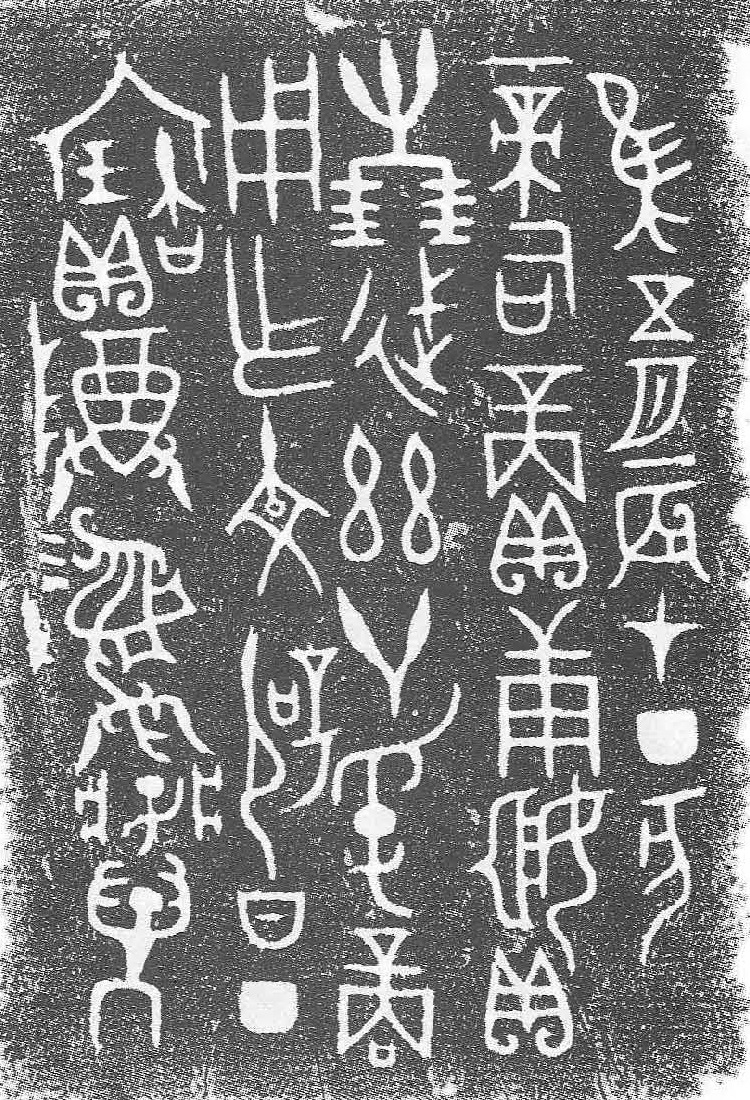
庚姬尊铭文拓片

朋，中国古代货币单位，贝币的计算单位。一朋的贝数，有2枚、5枚和10枚的说法。在古籍、青铜器铭文中常有“朋”的出现。

## 古籍
- 《诗经·小雅·菁菁者莪》：“既见君子，锡（赐）我百朋”。
- 《汉书·食货志下》：“元龟，岠冉，长尺二寸，直二千一百六十，为大贝十朋”。
- 《易经·益卦》：“益卦第二爻，爻辞：六二；或益之十朋之龟，弗克违，永贞吉；王用享于帝，吉”。

## 文物举例

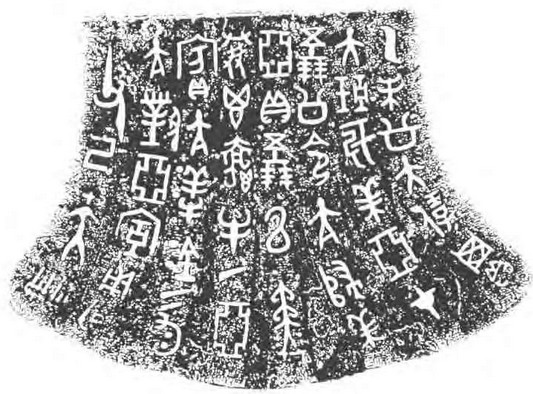
亢鼎铭文拓片

- 商代小臣邑斝：“癸巳，王易小臣邑贝十朋，用乍母癸尊彝。”
- 商代戍嗣子鼎：“丙午，王商戍嗣子贝廿朋，在阑宗，用乍父癸宝鼎。”
- 西周成王时遽伯瞏簋：“遽伯瞏乍宝尊彝，用贝十朋又四朋。”
- 西周卫盉：“唯三年三月，既生霸壬寅，王爯旂于豊，矩白庶人取瑾璋于裘卫。才八十朋，厥贮，其舎田十田。矩或取赤虎两、两鞈一，才廿朋。其舍田三田。裘卫乃雉告于伯邑父，荣伯，定伯，亮伯，单伯，乃令参有司，司徒，微邑，司马单舆，司工邑人，服遝受田。燹、𧻷、卫小子瑶逆者其卿，卫用作朕文考惠孟宝盘，卫其万年永宝用。”
- 西周亢鼎：“乙未，公大保買大玖[註 1]于美亞，才（財）五十朋。公令亢歸美亞貝五十朋，以（与）矛（茅）纯、鬯觛、牛一。亞賓亢騂、金二匀（鈞）。亢對亞庥，用作父己。夫冊。”
- 西周庚姬尊：“隹（唯）五月，辰才（在）丁亥，帝后赏庚姬贝卅朋、？丝廿寽（锊），商用乍（作）文辟日丁宝尊彝。举[註 2]。”

## 一朋的数量
一朋所代表的贝币的数量，曾存在2枚、5枚和10枚等多种说法，其中王国维最早提出的10枚的观点被认为符合史实。
《易经·损》中有“或益之十朋之龟”的记载，唐代易学家崔憬注解称“皆二枚为一朋。”《诗经·小雅·菁菁者莪》中有“既见君子，锡我百朋”，东汉经学家郑玄《〈毛诗传〉笺》中称“古有货贝，五贝为朋，锡我百朋，得禄多，言得意也。”
王国维《观堂集林》卷三中《说珏朋》一文则称“殷制五贝一系，十贝一朋。因古文字朋字确像二系，而五贝不能分为二系。”“盖缘古者有五贝一系，二系一朋，后世失传，遂误谓五贝一朋耳。”郭沫若《甲骨文字研究·释朋》中也认为“朋必十贝”。《中国钱币大辞典·先秦编》一书称一朋十贝符合考古发掘的实物证据。